# Idioma hmong
La lengua hmong o mong es el nombre común dado a un grupo de dialectos de la rama hmong occidental (chuanqiandian) de las lenguas hmong-mien, hablados por los hmong de Sichuan, Yunnan, Guizhou, Guangxi, del norte de Vietnam, Tailandia y Laos. El número total de hablantes de esta lengua en el mundo se estima en más de 4 millones.  Algunos dialectos son mutuamente inteligibles, mientras que otros son tan distintos entre sí que pueden considerarse idiomas separados.

## Fonología
Los dos dialectos descritos se conocen como hmong blanco (también llamado "hmong der" y "hmong daw") y mong verde (también llamado "Mong Leng" o "Mong Njua").  Estos son los dos dialectos principales entre los emigrante hmong. A pesar de ser mutuamente inteligibles, estos dialectos difieren tanto en el léxico como en ciertos aspectos de la fonología. Por ejemplo, el verde no tiene el sonido aspirado /m/ y el blanco tiene una tercera vocal nasalizada /ã/. El término "hmong" se utiliza para incluir tanto a der como a los leng, aunque algunos estudiosos han propuesto un acuerdo para diferenciar estos dialectos, como: H'mong, mhong o (h)mong.